# Турски народни обичаји
Турски народни обичаји представљају установљен начин понашања обавезан за све припаднике турске етничке заједнице. Њихова снага и постојаност почивају на поштовању традиције. Свака култура има свој систем обичаја, а њихово кршење је најчешће строго кажњавано. 

## Традиција
Традиција, пре свега, представља усмено преношење знања, вештина, начина понашања и обичаја унутар културе. Данас, Турска је модерна држава, али у њеној основи је утемељена традиција која је важан део турске културе, васпитања и свакодневног понашања.

### Национална обележја, одрастање и васпитање
Турци нису дозволили да млади забораве вредности својих предака, тако да своју државу поштују како стари, тако и млади. У већини турских државних установа може се наћи портрет Мустафе Кемала Ататурка и застава државе.
Сваког 23. априла, на празник који је Ататурк посветио суверенитету Турске, широм државе организују се прославе које одржавају сећање на њега као великана турске нације. Деци се од рођења усађује свест о турском националном идентитету. Принципи Ататуркове традиције присутни су како кроз кућно васпитање, тако и кроз цело школовање и одрастање. Одмалена уче националну државну химну, али и химну посвећену Ататурку, која гласи:
Türk’üm, doğruyum, çalışkanım,
Yasam, küçüklerimi korumak,
Büyüklerimi saymak, yurdumu,
Milletimi, özümden çok sevmektir.
Varlığım, Türk varlığına armağan olsun!
Ey, bu günümüzü sağlayan
Ulu Atatürk; açtığın yolda, kurduğun
ülküde, gösterdiğin amaçta hiç
Durmadan yürüyeceğime, ant içerim.
’’Ne mutlu Türk’üm diyene!’’
У преводу :
Турчин сам, праведан, вредан.
Закон ми је млађе да штитим,
да поштујем старије, своју отаџбину,
Свој народ да волим више од себе.
Нека мој живот буде дар Турској!
Хеј, ти који си нам створио ово данас.
Велики Ататурче; на путу којим си кренуо,
За идеалом који створи, к циљу који си нам показао,
Заувек да ћу ићи - заклињем се.
„Благо оном ко говори да је Турчин!”
„Поздрављање” је велики део традиције којем се придаје велики значај. Старије и поштоване особе млади поздрављају тако што им пољубе руку и принесу је челу. Људи који се тек упознају или нису присни се само рукују. И данас се може видети да улици поздрав када се мушкарци погнуте главе поздраве тако што руку принесу уснама, челу, па спусте на груди.
„Љубазно ословљавање” је јако битно у Турској. Непознати људи се ословљавају са „господин'” и „госпођа” (тур. Beyefeni ve Hanımefendi), а у случају да се ословљавају именом обавезно се иза имена убацује господин (тур. Bey) или госпођа (тур. Hanım). Уз име особе се обавезно изговара титула или звање, као знак поштовања (тур. Doktor Hanım, Müdür Bey...)

### Гестикулација и правила понашања
Гестикулације Турака су специфичне. Ako објашњавају колико је нешто велико, леву руку, дланом нагоре и благо савијену у лакту, "пресеку" десном, демонстрирајући величину онога о чему је реч, уз речи "Bu kadar!" што значи "Оволико!" . Када окрену длан нагоре, споје све прсте с палцем померајући их напред-назад, дају до знања да је нешто укусно, лепо. Сумња се исказује благим одмахивањем главом, што би се у нашем језику тумачило као да се нешто одбија. Оно што је исто и код нас, а што смо ми примили од Турака, јесте куцање у дрво када се говори о нечему лепом, с тим што се Турци обавезно пре тога "повуку за уво и цокну". То је обично праћено речима "Şeytan kulağına kurşun!" што значи "Да не чује зло".
Улазак у турско домаћинство подразумева обавезно изување обуће на улазним вратима, након чега ће вам домаћин сигурно понудити кућне папуче. Овај обичај се практикује од давнина, јер Турци своју молитву клањају на поду и веома је битно да под остане чист и неупрљан.

### Веровања и сујеверје
Сујеверје је веома популарно у турској популацији. Турчин ће ретко када узети оштар предмет из руку свог саговорника, јер то иницира свађу. Бебама се не секу нокти, јер се верује да ће касније због тога постати лопови. Труднице не би требало да се шишају, а верује се да ће супружник који, на дан венчања, први нагази другог водити главну реч у домаћинству. Лева рука се, такође, сматра руком за чишћење, па се поклони или храна уручују увек десном руком.
Када је реч о бројевима, они са собом носе посебну симболику, посебно везану за бројеве један, седам, четрдесет и хиљаду. Та симболика потиче из свете књиге Курана. Ови бројеви се сусрећу у свакодневним идиомима и фразеологизмима и преводе се у зависности од контекста реченице у којој се налазе. На пример:
1. "Yedi mahalle" - цео крај, околина (у буквалном преводу: седам махала)
2. "Kırk defa" - сто пута (четрдесет пута)
3. "Bin işit bir söyle" - испеци па реци (хиљаду слушај, једно реци)
4. "Bin pişman olmak" - много се покајати (кајати се хиљаду пута)

Турци са собом обавезно носе са собом плави камен у облику ока (nazar boncuğu или mavi boncuk), јер се верује да ће их штити од урока и злих очију. Носе га као привезак на накиту, у аутомобилима, ставља се у различите амајлије, кућне украсе, а намењен је и одраслима и деци.
Оно што се подудара са нашим веровањима јесте да црна мачка која препречи пут и пролазак испод мердевина доносе лошу срећу.

### Традиција у јелу и пићу
Једна од највећих турских атракција је засигурно традиционални турски чај. Он се спрема тако што се у једном чајнику прокува вода, а у другом, који касније долази на први, налази мало чаја и провреле воде, што се након десет минута кључања служи у посебним филџанима. Он се у Турској пије свакодневно, често као замена кафе. Поред чаја, јако су популарни и боза, пиће од ферментисане пшенице и салеп, који се спрема од млека и праха луковице једне врсте орхидеје.
Када је реч о храни, веома је позната турска баклава, ратлук (тур. lokum), пистаћи и алва. Турска кухиња је медитеранског типа, базирана на воћу, поврћу, риби, морским плодовима, маслиновом уљу. Познатија јела су и сарме(dolma), пилав(pilav), ћуфте(köfte), сутлијаш(sütlaç), бурек(börek), пита(pida). Ту су и разне врсте кебаба, чорби (од сочива), слаткиши, као што су мухалеби (врста млечног пудинга), колачи од житарица и орашастих плодова, марципана.
Обедовање је као чин веома важан и Турци му посвећују много пажње. Незамисливо је јести сам, већ цела породица седа за сто. Вечера је време када се цела породица окупља и препричава догађаје тог дана. Празници и прославе су поводи на којима се спрема разноврсна традиционална храна и праве велике гозбе. Домаћину се обично захваљују уз речи "Elinize sağılık" , што значи "Руке ти се позлатиле".

## Ислам у Турској
Главни темељ и извор исламске културе јесте Божја објава, представљена у Курану и Посланиковој традицији (Sunnet). Та објава је код својих следбеника изградила јасан догматски начин живота, као и системе и законодавство.
Вера Ислам је та која је оформила исламску културу. Ислам је монотеистичка религија, која је по броју припадника друга најраспрострањенија религија у свету. Следбеници ислама верују у једног Бога (Allah), а Мухамед је Његов роб и посланик.

### Шест основних чланова веровања
Постоје шест основних чланова веровања која деле сви муслимани:
1. Веровање у Алаха
2. Веровање у мелеке
3. Веровање у Божје књиге
4. Веровање у све Божје посланике
5. Веровање у Судњи дан
6. Веровање у судбину